# نظام بيئي للأعمال
ابتداءً من أوائل التسعينات، أنشأ جيمس إف مور مفهوم التخطيط الاستراتيجي للنظام البيئي للأعمال (بالإنجليزية: Business ecosystem)، والذي تم اعتماده الآن على نطاق واسع في مجتمع التقنية العالية. يأتي التعريف الأساسي من كتاب مور بعنوان "موت المنافسة: القيادة والاستراتيجية في عصر النظم البيئية للأعمال".

## أصول المفهوم
ظهر المفهوم لأول مرة في مقال مور في مايو/ يونيو 1993 في مجلة هارفارد بزنس ريفيو ، بعنوان "Predators and Prey: A Ecology of Competition"، وفاز بجائزة ماكنزي عن مقالة هذا العام.

عرّف مور «النظام البيئي للأعمال» بأنه: 
 مجتمع اقتصادي مدعوم بأساس من المنظمات والأفراد المتفاعلين - الكائنات الحية في عالم الأعمال. ينتج المجتمع الاقتصادي سلعًا وخدمات ذات قيمة للعملاء، الذين هم أنفسهم أعضاء في النظام البيئي. يشمل الأعضاء أيضًا الموردين والمنتجين الرئيسيين والمنافسين وأصحاب المصلحة الآخرين. بمرور الوقت، يطورون قدراتهم وأدوارهم، ويميلون إلى التوافق مع التوجيهات التي وضعتها شركة مركزية واحدة أو أكثر. قد تتغير تلك الشركات التي تتولى أدوارًا قيادية بمرور الوقت، ولكن وظيفة قائد النظام البيئي تقدر من قبل المجتمع لأنها تمكن الأعضاء من التحرك نحو الرؤى المشتركة لمواءمة استثماراتهم، وإيجاد أدوار داعمة بشكل متبادل. 
 استخدم مور العديد من الاستعارات البيئية، مشيرًا إلى أن الشركة متجذرة في بيئة (أعمال)، وأنها بحاجة إلى التعاون مع شركات أخرى، وأن «المكان الخاص الذي تحتله الشركة يواجه تحديًا من قبل الأنواع الوافدة حديثًا». وهذا يعني أن الشركات بحاجة إلى أن تصبح استباقية في تطوير علاقات مفيدة للطرفين («تكافلية») مع العملاء والموردين وحتى المنافسين.
إن استخدام الاستعارات البيئية لوصف هيكل الأعمال والعمليات أمر شائع بشكل متزايد خاصة في مجال تكنولوجيا المعلومات (IT). على سبيل المثال، كتب جيه برادفورد ديلونج، أستاذ الاقتصاد في جامعة كاليفورنيا، بيركلي، أن «النظم البيئية للأعمال» تصف «نمط إطلاق التقنيات الجديدة التي ظهرت من وادي السليكون». يعرّف إيكولوجيا الأعمال على أنها «مجموعة أكثر إنتاجية من العمليات لتطوير وتسويق التقنيات الجديدة» التي تتميز بـ «النماذج الأولية السريعة، ودورات تطوير المنتجات القصيرة، والتسويق التجريبي المبكر، والتعويض القائم على الخيارات، وتمويل المشاريع، والاستقلال المبكر للشركات».

## النظم البيئية البيولوجية
ينبع مفهوم النظام البيئي في الاقتصاد والأعمال من مفهوم النظام البيئي في علم البيئة. ومع ذلك، استخدم بعض خبراء البيئة «النظم البيئية للأعمال التجارية» كوسيلة للتحدث عن القضايا البيئية من حيث صلتها بالأعمال بدلاً من الاستعارة لوصف التعقيد المتزايد للعلاقات بين الشركات. وفقًا لتاونسند، فإن بيئة الأعمال هي دراسة العلاقة المتبادلة بين الأعمال والكائنات وبيئاتها. الهدف من «بيئة العمل» هذه هو الاستدامة من خلال التزامن البيئي الكامل ودمج الأعمال مع المواقع التي تسكنها وتستخدمها وتؤثر فيها.
يعتقد خبراء البيئة الآخرون أن استعارة النظام البيئي هي مجرد طريقة لظهور الأعمال «خضراء». وفقا للمؤلف آلان مارشال، يتم استخدام الاستعارة لتوضيح أن الأعمال بطريقة ما تعمل باستخدام المبادئ الطبيعية التي يجب تركها لتعمل دون تدخل من الحكومات.  
في تحليل البيئة الخارجية والمحيطة يعد الإطار أو البيئة أحد المعايير لتحليل الظروف الخارجية للشركة.